# Bukovina (země)

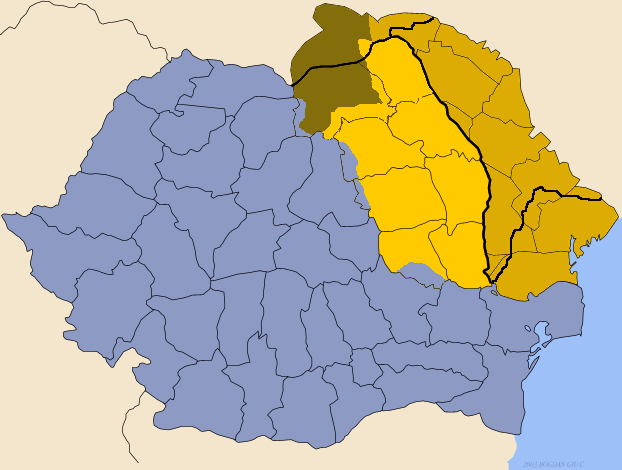
Bukovina – tmavé území na horním okraji mapy (silnější čára vyznačuje současnou hranici mezi Rumunskem, Moldavskem a Ukrajinou)

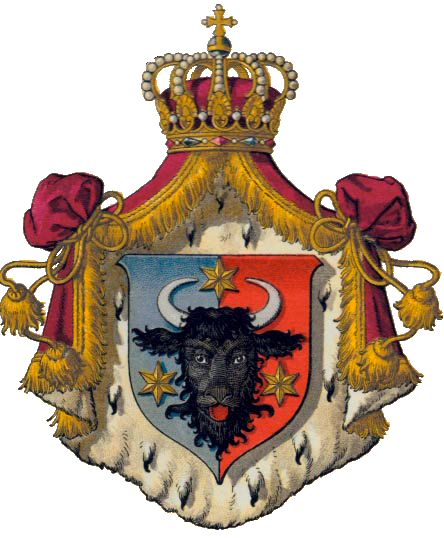
Znak Bukoviny

Bukovina (rumunsky Bucovina; ukrajinsky Буковина, Bukovyna; rusky Буковина, Bukovina; německy Buchenland nebo Bukowina; polsky Bukowina; maďarsky Bukovina) je historické území, které po jeho vytržení z celku historického Moldavska bylo v letech 1775–1918 součástí Habsburské monarchie, později Rakouského císařství a Rakouska-Uherska. V současnosti je rozděleno mezi Rumunsko (župa Sučava) a Ukrajinu (Černovická oblast). Historickým hlavním městem jsou Černovice.

## Původ názvu
Pojmenování Bukovina se začalo používat roku 1775 po anexi příslušného území Rakouskou monarchií. Pojmenování má slovanský původ a je odvozené od slova buk, protože území bylo zarostlé převážně buky.

## Dějiny

### Starověk
Od starověku obývali území Bukoviny Dákové,[zdroj?] od kterých Rumuni odvozují svůj původ.

### Středověk

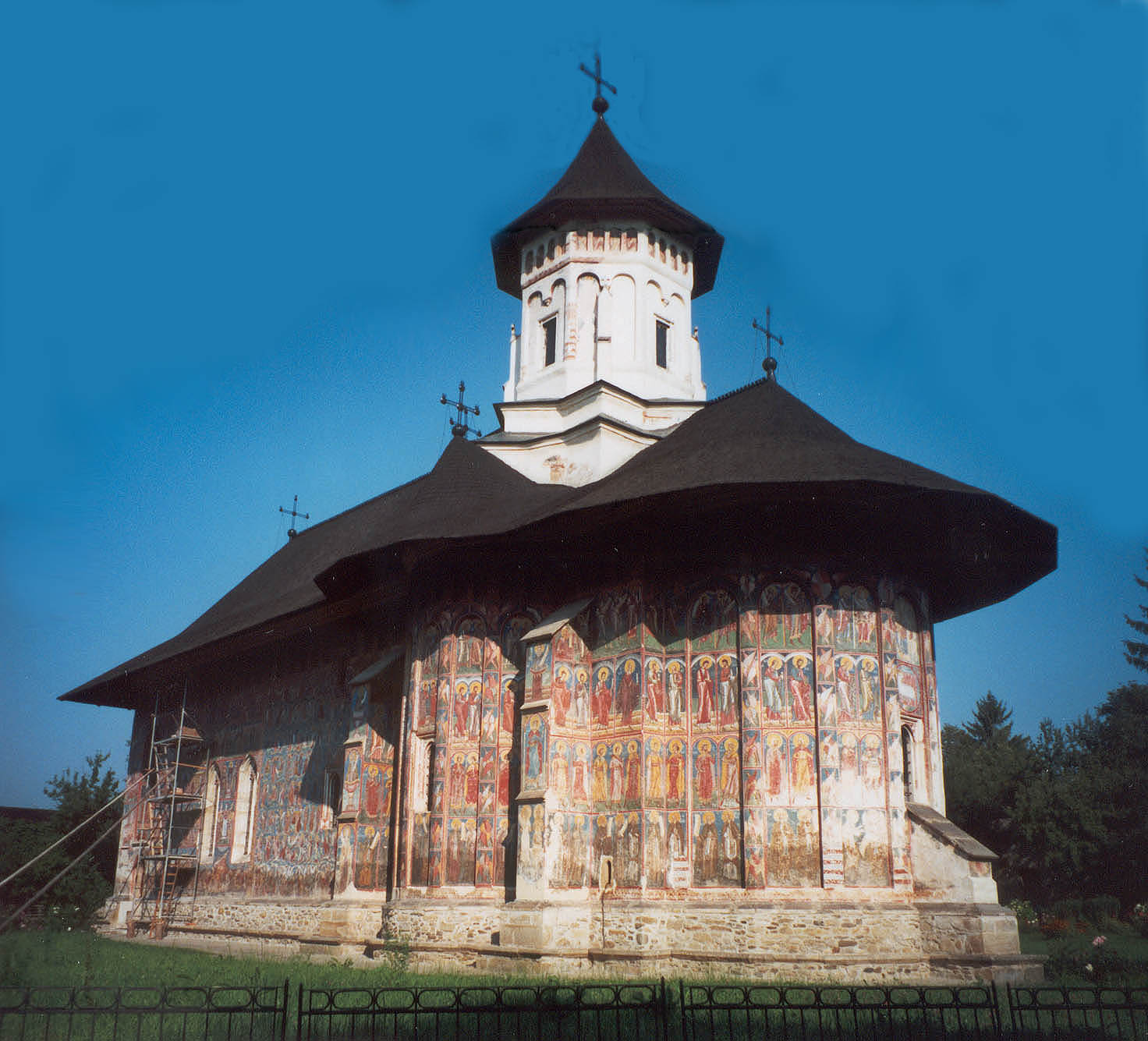
Klášter Moldovița

V 5. století získali území dnešní Bukoviny Avaři a po nich se v regionu usadili Slované, a to již v době před vznikem Kyjevské Rusi. O tom svědčí nejen písemné zmínky o Venetech, Antech a Sklavenech v dílech několika historiků (např. Jordanes nebo Prokopios), ale i archeologický výzkum prováděný po roce 1945 na území Černovické oblasti USSR. Prvním známým východoslovanským kmenem v Bukovině byli Tiverci, jak ve své kronice uvádí staroruský letopisec Nestor.
V 10.–11. století bukovinské území patřilo ke Kyjevské Rusi a později do nástupnického Haličsko-vladimirského knížectví. Po rozpadu tohoto státu v polovině 14. století byly jeho části postupně včleňovány do tehdy vznikajícího Moldavského knížectví (nejdéle odolávala na severu situovaná tzv. Šypynská země, jejíž západní část se stala součástí Moldavska až roku 1499). Význam ukrajinské kultury v Moldavském knížectví bývá srovnáván s rolí běloruské kultury v Litevském knížectví. Vzorem pro organizaci státní správy ve středověkém Moldavsku byla staroruská knížectví; staroukrajinština sloužila na knížecím dvoře v Sučavě jako úřední jazyk. O silném vlivu Ukrajinců v knížectví svědčí i to, že v některých dobových pramenech je Moldavsko nazýváno Rossovlachia.
V 15. století se o části tohoto území Moldavsko přelo s Polským královstvím. V tomto období, v době vlády Štěpána III. Velikého a jeho nástupců, tu vznikaly slavné malované kláštery ve městech Moldovița (klášter Moldovița), Putna (klášter Putna), Sucevița a Voroneț (klášter Voroneț). Tyto kláštery a kostely v Moldávii patří k cennému kulturnímu dědictví současného Rumunska, některé jsou i kulturní památkou světového dědictví UNESCO.

### Osmanské období
Od roku 1514 se Bukovina jakožto součást Moldavského knížectví dostala do závislosti na Osmanské říši. V roce 1769 po postupných porážkach a ústupu Turků z Balkánu Bukovinu obsadila vojska carského Ruska a v roce 1774 Rakouska.

### Habsburské období

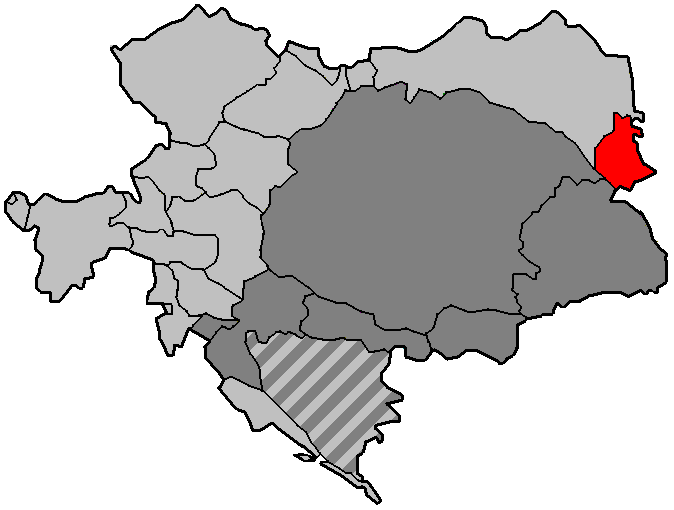
Bukovina v rámci Rakousko-Uherska (Předlitavska)

Roku 1775 připadla Bukovina podle Konstantinopolské dohody Rakousku – teprve od této doby o ní lze hovořit jako o zvláštní územně-politické jednotce. Nejprve byla spravována jako část Haliče, v letech 1849–1918 se jako Vévodství bukovinské (německy Herzogtum Bukowina) stala korunní zemí rakouské a později rakousko-uherské monarchie. Na kolonizaci severní i jižní části Bukoviny se tehdy podílely mj. i rodiny českých Němců ze Šumavy.
Od dob císaře Josefa II. na Bukovině existovalo ukrajinské, rumunské, německé, polské, maďarské a židovské školství. V roce 1857 na území s rozlohou 10 440 km2 žilo 455 800 obyvatel; z toho tvořili:
- Rumuni 44,6 % (na jihu, napříč společenskými třídami),
- Ukrajinci 38,2 % (včetně Rusínů a Huculů, převážně rolníci a pastevci),
- Němci 6,4 % (převážně úředníci, řemeslníci, inženýři),
- Židé 6,4 % (žijící převážně ve městech, obchodníci, řemeslníci, lékaři, advokáti),
- Poláci 3 % (žijící převážně ve městech – v Černovicích tvořili v roce 1910 po Židech druhou největší etnickou skupinu s počtem 15 412 lidí),
- Maďaři 1,6 % a jiní.

Bukovina byla hlavně zemědělskou oblastí (v roce 1880 se až ¾ obyvatelstva živily zemědělstvím). V roce 1902 mělo ještě 60 % rolnických hospodářství méně než 2 ha půdy, 40 % půdy vlastnily velkostatky, v horských oblastech převažovalo pastevectví.
Bukovina disponovala v rámci rakouského císařství, respektive později Předlitavska, zemskou samosprávou. Jejím nejvyšším legislativním orgánem byl bukovinský zemský sněm (od roku 1861).

### Po první světové válce (součást Rumunska)

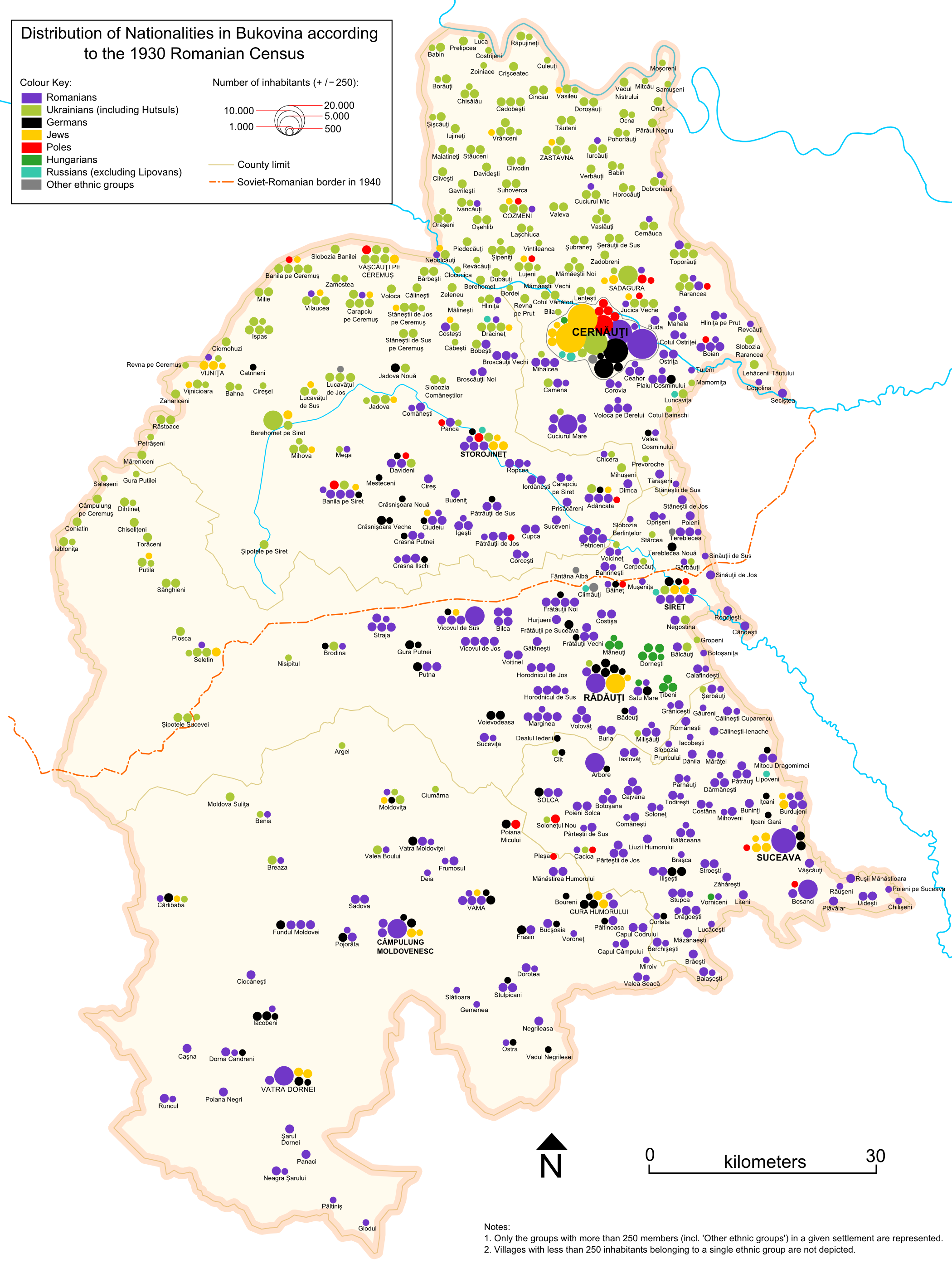
Národnostní poměry v Bukovině dle sčítání lidu 1930 (Ukrajinci, Rumuni)

V době 1. světové války se v Bukovině odehrálo několik bitev mezi Ústředními mocnostmi a Ruskem. Bukovina byla tehdy nejjižnější částí východní fronty. Ruská vojska obsadila značnou část Bukoviny již na konci roku 1914. V první polovině roku 1915 byli rakousko-uherskou armádou vytlačeni zpět na východ. V červnu následujícího roku (Brusilovova ofenzíva) však padla metropole Černovice, načež Rusové v rámci jižní části Kerenského ofenzívy (1917) získali opět Bukovinu až téměř k jejím jižním hranicím. Opětovně odtud byli vytlačeni během rakousko-uherské protiofenzívy v červenci téhož roku.
Po rozpadu rakousko-uherské říše anektovalo Bukovinu Rumunsko, které si ji nárokovalo jakožto staré moldavské území (spolu s Bukovinou sousedící Besarábií, jinou částí středověkého Moldavska) a dostalo ji přislíbenou od dohodových mocností jako odměnu za vstup do války na jejich straně. Zatímco země byla obsazena rumunskými královskými vojsky, sešel se v Černovicích všeobecný kongres (rumunsky Congresul General al Bucovinei), složený ze zástupců různých místních národností – ovšem s výjimkou Ukrajinců, kteří chtěli sever země začlenit do ZULR – a vyhlásil 28. listopadu 1918 svou touhu po připojení k Rumunsku. Rumunský zábor byl nakonec potvrzen Saintgermainskou mírovou smlouvou (1919) a součástí tzv. Velkého Rumunska tak Bukovina zůstala po celé meziválečné období. Rumunský stát, vědom si komplikované a pro sebe nepříznivé národnostní situace v Bukovině (podle posledního rak.-uh. sčítání lidu roku 1910 zde žilo 38,9 % Ukrajinců/Rusínů, 34,4 % Rumunů, 21,2 % Němců – z nichž ale nadpoloviční část židů – 4,6 % Poláků, 1,3 % Maďarů a 7 dalších národností), snažil se po následující dvacetiletí usilovně o rumunizaci obyvatelstva, mj. i tím, že k roku 1926 byly uzavřeny veškeré ukrajinojazyčné školy.

### Sovětská anexe
Nástupnický stát po Rusku, Sovětský svaz, se nikdy nevzdal nároků na území, někdy patřící pod ruské carství, navíc se hlasitě zastával východoslovanských menšin v sousedících státech. V paktu o neútočení s nacistickým Německem si obě mocnosti v tajném dodatku rozdělily sféry vlivu, takže SSSR po obsazení západní Ukrajiny a západního Běloruska  a okupace pobaltských států zaměřil svou expanzivní pozornost i na jihozápad. Jen 4 dny po porážce Francie, mocného spojence Rumunska a garanta jeho hranic, SSSR využil situace a předal rumunské vládě ultimátum, kterým požadoval zpět Besarábii a k tomu navíc i severní část Bukoviny (která ovšem historicky nikdy Rusku nepatřila), jakožto „malé odškodnění za velké ztráty způsobené SSSR a lidu Besarábie 22letou rumunskou nadvládou“. Rumunská vláda ve snaze vyhnout se sovětskému útoku na ultimátum 28. června 1940 přistoupila a vyklidila požadované území (včetně téměř čistě rumunské, k Bukovině nepatřící oblasti Hercy), jež v následujícím týdnu obsadili Sověti. Následoval nucený exodus místních Němců a komunistický teror vůči „protilidovým živlům“. Přesně o rok později (1941) Rumuni, tehdy spojenci Německa v útoku na východ, oblast dobyli zpátky. Většina židovského obyvatelstva byla deportována do koncentračních táborů. V roce 1944 byla ovšem Bukovina Moskevskou smlouvou opět rozdělena: větší sever zůstal součástí SSSR (Ukrajinské SSR, dnešní Ukrajiny) a menší jih zůstal Rumunsku.

## Národnosti

### Ukrajinská Bukovina
Podle oficiálního sčítání obyvatel z roku 1995 bylo národnostní složení obyvatelstva v Černovické oblasti následující:
- 70 % Ukrajinci
- 10 % Rumuni
- 9 % Moldavané (Rumuni)
- více než 6 % Rusů
- 1,7 % Židé
- 0,5 % Poláci

Rumunská menšina obývá převážně jižní část Černovické oblasti, významné zastoupení mají v okresech:
- Hercajský rajón (Herța) – 95 %
- Novoselycký rajón (Noua Suliță) – 61 %
- Hlybocký rajón (Adâncata) – 50 %
- Storožynecký rajón (Storojineț) – 30 %

### Rumunská Bukovina
V rumunské části v župě Suceava bylo v roce 1992 následující národnostní složení:
- 96,6 % Rumuni
- 1,4 % Ukrajinci
- 0,7 % Romové
- 0,3 % Němci
- 0,4 % Poláci
- 0,1 % Maďaři